# Mobility management
Mobility management je jednou z hlavních funkcí sítí GSM, UMTS a LTE, která umožňuje fungování mobilních telefonů z libovolného místa pokrytého signálem některé z uvedených sítí i při pohybu. Úkolem mobility managementu je sledovat, kde se nacházejí jednotliví účastníci, aby jim bylo možné doručovat hovory, SMS a jiné mobilní služby.

## Procedura location update
Sítě GSM, UMTS a LTE jsou buňkové sítě, které poskytují služby účastníkům vybaveným mobilním telefonem nebo jiným uživatelským zařízením díky komunikaci rádiovými vlnami se základnovými stanicemi. V síti GSM se základnové stanice nazývají Base transceiver station, BTS, v síti UMTS Node B, v síti LTE eNodeB (eNB). Každá základnová stanice obsahuje jeden nebo více (v současnosti obvykle 3) vysílačů a přijímačů, z nichž každý pár vymezuje jednu buňku. Díky vzájemnému propojení základnových stanic buňková síť poskytuje rádiové pokrytí celé potřebné oblasti. Každá základnová stanice patří do jednoznačně identifikované geografické oblasti, která se nazývá location area, routing area nebo tracking area.
Procedura Aktualizace umístění (anglicky Location update) dovoluje, aby mobilní telefon informoval buňkovou síť, že přechází do jiné location area. Mobilní telefony jsou odpovědné za detekci kódů location area. Když mobilní telefon zjistí, že kód location area se od poslední aktualizace změnil, provede další aktualizaci odesláním požadavku location update do sítě. Požadavek obsahuje předchozí lokaci a Temporary Mobile Subscriber Identity (TMSI) přidělené mobilnímu telefonu sítí.
Je několik důvodů proč mobilní telefon posílá aktualizované informace o lokaci do sítě. Při každém zapnutí a vypnutí mobilního telefonu může síť vyžadovat, aby provedl location update proceduru Připojení IMSI nebo Odpojení IMSI. Každý mobilní telefon také musí pravidelně v nastavených intervalech informovat síť pomocí procedury periodický location update. Kdykoli se mobilní telefon přesune z jedné location area do jiné mimo dobu hovoru, musí provést náhodný location update. Ten je vyžadován, i když mobilní telefon nezmění polohu, ale kvůli změně síly signálu přepne na buňku v jiné location area. Účastník tak má spolehlivý přístup k síti a může být dosažen voláním, a přitom se může volně pohybovat v rámci celé oblasti pokrytí.
Když účastník je stránkován, aby mu mohlo být doručeno volání nebo SMS a na stránkování neodpovídá, pak je označen jako nepřítomný (anglicky absent) jak v ústředně veřejné mobilní sítě (anglicky Mobile Switching Center, MSC) a (s MSC obvykle spojeném) návštěvnickém registru (anglicky Visitor Location Register, VLR) (MSC/VLR), tak v domovském registru (anglicky Home Location Register, HLR), což znamená, že se mu nastaví příznak Mobile not reachable, MNRF). Jakmile mobilní telefon příště provede location update, informace v HLR bude aktualizována a příznak MNRF smazán.

## Temporary Mobile Subscriber Identity
Temporary Mobile Subscriber Identity (TMSI) je dočasné číslo, které návštěvnický registr (VLR) přiřadí mobilnímu telefonu při registraci v oblasti tohoto VLR. Číslo je platné pouze v rámci jedné location area, takže musí být aktualizováno pokaždé, když se mobilní telefon přesune do jiné geografické oblasti. TMSI se mezi mobilním telefonem a sítí posílá nejčastěji, a používá se z několika důvodů:
- Je kratší než IMSI, takže zmenšuje objem dat v signalizačních zprávách.
- Je přidělováno MSC/VLR, které může optimalizovat vyhledávání informací podle tohoto čísla.
- Snižuje možnost identifikace, sledování a odposlouchávání komunikace účastníka na rádiovém rozhraní, protože globální identifikace účastníka jako International Mobile Subscriber Identity (IMSI) se sítí přenáší pouze při registraci zařízení u dané MSC/VLR nebo když data v mobilním telefonu přestanou být z nějakého důvodu platná.

Síť může TMSI mobilního telefonu kdykoli změnit.
TMSI hraje klíčovou roli při stránkování mobilního telefonu. I stránkování (anglicky Paging) je one-to-one komunikace mezi mobilním telefonem a základnovou stanicí. Broadcasty se používají pro vytvoření kanálů pro „stránkování“. Každý buňkový systém má broadcast mechanismus pro distribuování těchto informací na více mobilních telefonů.
TMSI je čtyřbytové číslo, které se zapisuje v šestnáctkové soustavě. Hodnota FFFFFFFF je rezervovaná – SIM karta používá tuto hodnotu pro indikaci, že nemá platné TMSI.

## Roaming
Roaming je jedna ze základních procedur mobility managementu ve všech buňkových sítích. Roaming je definován jako schopnost uživatele buňkové sítě automaticky zajišťovat odchozí i příchozí telefonní hovory, odesílat a přijímat data a používat ostatní služby včetně služby domovských dat při pohybu mimo geografické pokrytí domovské sítě použitím navštívené sítě. To se může uskutečnit použitím komunikačního terminálu, případně jenom identity účastníka v navštívené síti. Roaming je technicky zajištěn procedurami mobility managementu, autentizace, autorizace a fakturace.

## Typy oblastí
Různé mobilní technologie používají pro oblasti různé názvy:
- Location area – se používá v okruhově spínané doméně v sítích GSM nebo UMTS
- Routing area – se používá v paketově spínané doméně v sítích GSM nebo UMTS
- Tracking area – se používá v sítích LTE

### Location area
Základnové stanice jsou rozděleny do skupin kvůli optimalizaci signalizace. „Location area“ je každá skupina základnových stanic.
V síti GSM jsou připojeny desítky nebo stovky základnových stanic k jednomu řadiči základnových stanic, který se v síti GSM nazývá Base Station Controller (BSC) v síti UMTS pak Radio Network Controller (RNC). Tento řadič realizuje inteligenci základnových stanic: přiřazuje mobilním telefonům rádiové kanály, přijímá z mobilních telefonů měření síly signálu jednotlivých buněk a řídí předávání komunikačních kanálů používaných mobilními telefony mezi základnovými stanicemi.
Každá location area má přiřazené unikátní číslo nazývané „location area code“, LAC. Location area code je v pravidelných intervalech vysílán každou základnovou stanicí.
V rámci jedné location area je každé buňce přiřazen identifikátor buňky (cell identifier, CI), spojení MCC, MNC, LAC a CI je celosvětově unikátní identifikace buňky nazývaná Cell Global Identity (CGI).
Ani v síti GSM, ani v síti UMTS spolu nemohou mobilní telefony komunikovat přímo, ale jen prostřednictvím základnových stanic.
Pokud jsou location area velmi rozsáhlé, mohou obsahovat mnoho mobilních telefonů, což způsobuje velmi časté stránkování, protože každý stránkovací požadavek musí být vysílán každou základnovou stanicí v celé location area. To je mrhání šířkou pásma a výkonem mobilního telefonu, protože musí přijímat všesměrové zprávy příliš často. Pokud naopak je mnoho malých location oblastí, mobilní telefon musí velmi často kontaktovat síť pro změny umístění, což zatěžuje baterii mobilního telefonu ještě více. Proto je třeba použít vhodný kompromis.

### Routing area
Routing area je obdobou Location area v PS doméně. Obvykle je menší než „location area“. Routing areas používají mobilní telefony které mají GPRS připojení. GPRS je optimalizováno pro datové komunikační služby, které mají nárazový charakter, jako je přístup k internetu nebo intranetu, a pro multimediální služby. Nazývá se také GSM-IP („Internet Protocol“), protože připojuje uživatele přímo k poskytovatelům Internetu (ISP).
Díky nárazové povaze paketové komunikace je třeba počítat s více stránkovacími zprávami pro jeden mobilní telefon, takže je potřeba znát umístění mobilního telefonu přesněji než u tradiční komunikace používající přepojování okruhů. Přechod mezi dvěma routing oblastmi (nazývaný „Routing Area Update“) se provádí prakticky stejně jako změna location oblasti. Hlavní rozdílem je, že ji provádí síťový prvek nazývaný „Serving GPRS Support Node“.

### Tracking area
Tracking area je obdoba location area nebo routing area v sítích LTE. Tracking area je sada buněk. Několik tracking oblastí může tvořit TA list, seznam tracking oblastí, které mohou být zadány v konfiguraci mobilního telefonu, který je v LTE technologii označován jako uživatelské zařízení (anglicky User equipment, UE). Aktualizace tracking area se provádějí periodicky nebo když se UE přemístí do tracking oblasti, která není obsažena v jeho TA seznamu.
Operátoři mohou přidělovat různým UE různé TA seznamy, což může omezit signalizační špičky (například aby UE cestujících ve vlaku neprováděly tracking area updates současně).
Na straně sítě provádí aktualizaci prvek nazývaný Mobility Management Entity. MME prostřednictvím zpráv funkční vrstvy NAS (Non-access stratum) konfiguruje TA seznamy v uživatelských zařízeních. Při tom se používají mj. zprávy Attach Accept, TAU Accept a GUTI Reallocation Command.